# Adventure Isle

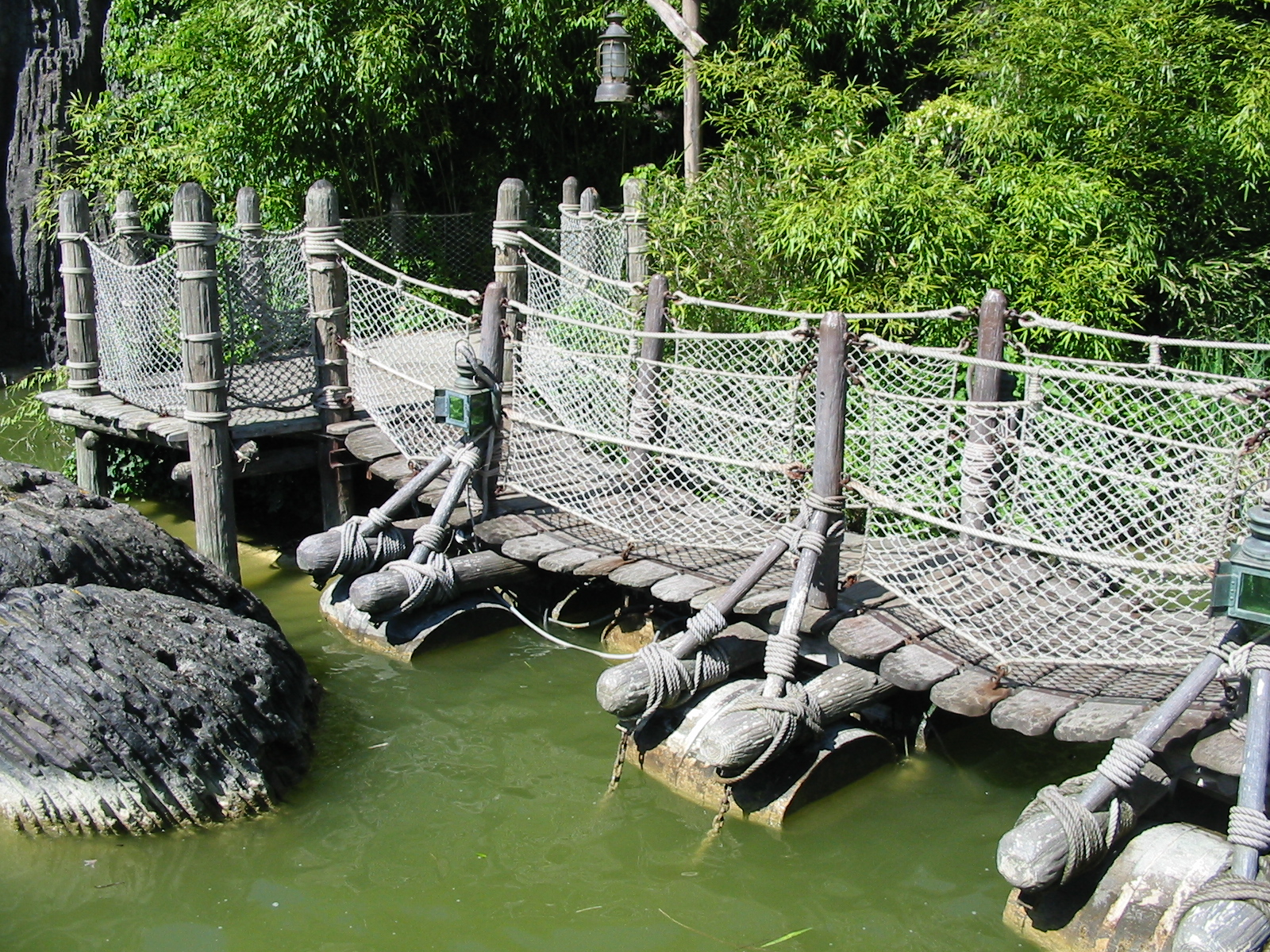
Le pont flottant à Adventure Isle.

Adventure Isle est le nom de l'île située à Adventureland dans le Parc Disneyland (Paris). Elle constitue l'élément central du land et arbore le Disneyodendron, l'arbre qui abrite l'attraction La Cabane des Robinson. Il s'agit en réalité de deux îles distinctes reliées entre elles par des ponts solides ou par des ponts plus artisanaux (le pont flottant et le pont suspendu).

## L'Ile Nord
C'est l'île principale, celle qui est dominée par le Disneyodendron. Le thème développé ici est évidemment celui du film de Disney Les Robinsons des Mers du Sud. Les visiteurs peuvent explorer leur refuge dans l'arbre, les cavernes souterraines nommées le Ventre de la Terre, ou encore l'épave émergée du navire qui a conduit la famille sur l'île. La langue employée est ici le Français.

## L'Ile Sud
Cette seconde île met en scène des films de Disney inspirés de livres britanniques. Par conséquent, c'est l'Anglais qui est prédominant. Une grande partie de l'île est constituée de rochers, montagnes et cavernes à explorer. Les Imagineers ont travaillé le fait que l'île se devait d'être issue de contraintes géologiques vraisemblables. Ainsi, Spyglass Hill est le sommet créé par ces forces. Les profondeurs souterraines sont un véritable labyrinthe abritant un trésor et dans lequel les visiteurs peuvent prendre plaisir à se perdre. Cette zone possède quelques références au film L'Ile au Trésor.
Sur La Mer des Bretteurs, dominant Cannonball Cove, le galion du Capitaine Crochet est amarré près de Skull Rock (le Rocher du Crane). Une aire de jeux pour enfants, La Plage des Pirates, accompagne le navire qui possède au pont inférieur un stand de rafraîchissements.

## Autres détails
- Les parcs Disney possèdent d'ordinaire Tom Sawyer Island au centre de Frontierland. Mais pour Paris, c'est Big Thunder Mountain qui remplit cette fonction. Par conséquent, Tom Sawyer Island a été déplacé à Adventureland, associé au Disneyodendron et est devenu Adventure Isle.
- Pour créer l'île de manière convaincante, les imagineers ont acheté des pierres et des rochers à des carrières en Europe, au plus grand étonnement des vendeurs.